# Arabia Saudita en los Juegos Olímpicos de Montreal 1976
Arabia Saudita estuvo representada en los Juegos Olímpicos de Montreal 1976 por un total de 14 deportistas masculinos que compitieron en atletismo.
El equipo olímpico saudita no obtuvo ninguna medalla en estos Juegos.